# Jack Brisco
Freddie Joe Brisco, detto Jack (Seminole, 21 settembre 1941 – Tampa, 1º febbraio 2010), è stato un wrestler statunitense.
Lottò principalmente nella National Wrestling Alliance, conquistando due NWA World Heavyweight Championship, e svariate volte l'NWA World Tag Team Championship in coppia con il fratello Gerald Brisco. Brisco viene considerato uno dei più grandi wrestler della sua epoca; nel 2005, Don Leo Jonathan lo definì "probabilmente il più grande campione del ventesimo secolo".
Alla fine degli anni settanta, i fratelli Brisco scoprirono Hulk Hogan, che presentarono a Hiro Matsuda affinché l'allenasse.

## Carriera

### Inizi (1965–1969)
Il primo regno da campione di Brisco del quale esista documentazione iniziò il 16 ottobre 1965, quando egli sconfisse Don Kent aggiudicandosi l'NWA Missouri Junior Heavyweight Championship. Rimase campione per meno di un mese, e riconquistò la cintura a novembre sempre da Kent. In questo periodo, Brisco lottò anche nella NWA Tri-State. In questa federazione, vinse due titoli (Oklahoma Heavyweight Championship e Arkansas Heavyweight Championship). Si laureò inoltre campione tag team per la prima volta, in coppia con Haystacks Calhoun, vincendo l'NWA United States Tag Team Championship (versione Tri-State).

### Championship Wrestling from Florida (1969–1972)

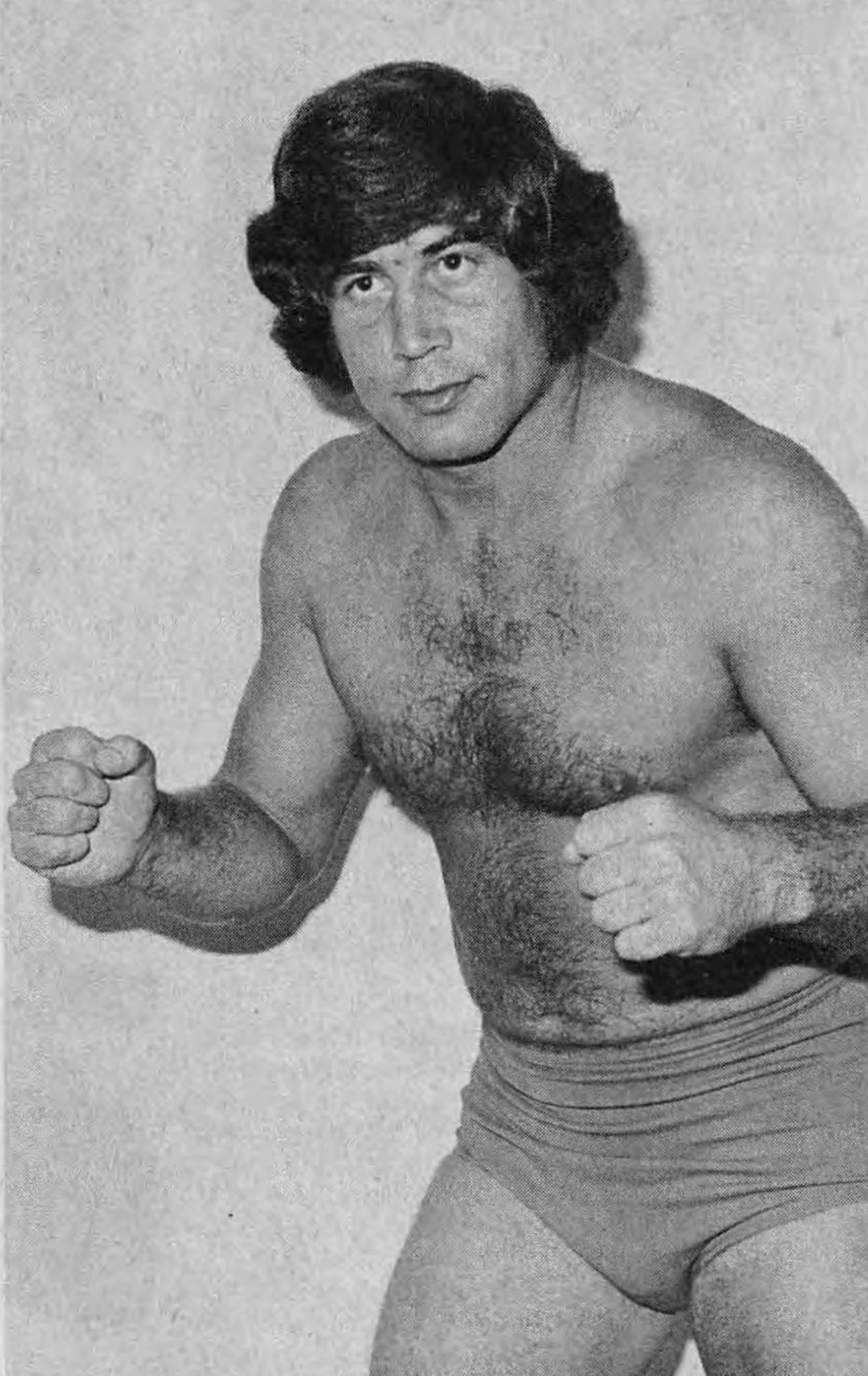
Jack Brisco nel 1973

Quindi Brisco si trasferì in Florida, dove lottò nella Championship Wrestling from Florida per svariati anni. L'11 febbraio 1969 vinse l'NWA Florida Southern Heavyweight Championship, sconfiggendo The Missouri Mauler. Predette poi il titolo contro The Mauler e lo riconquistò l'8 luglio. Due settimane dopo, vinse il primo dei suoi dieci NWA Florida Tag Team Championship, in coppia con Ciclon Negro. Anche se lui e Negro persero le cinture un mese dopo, Brisco detenne il Southern Heavyweight Title fino al novembre 1969, quando se ne andò dalla federazione per andare a lottare in Giappone e Australia.

#### The Brisco Brothers

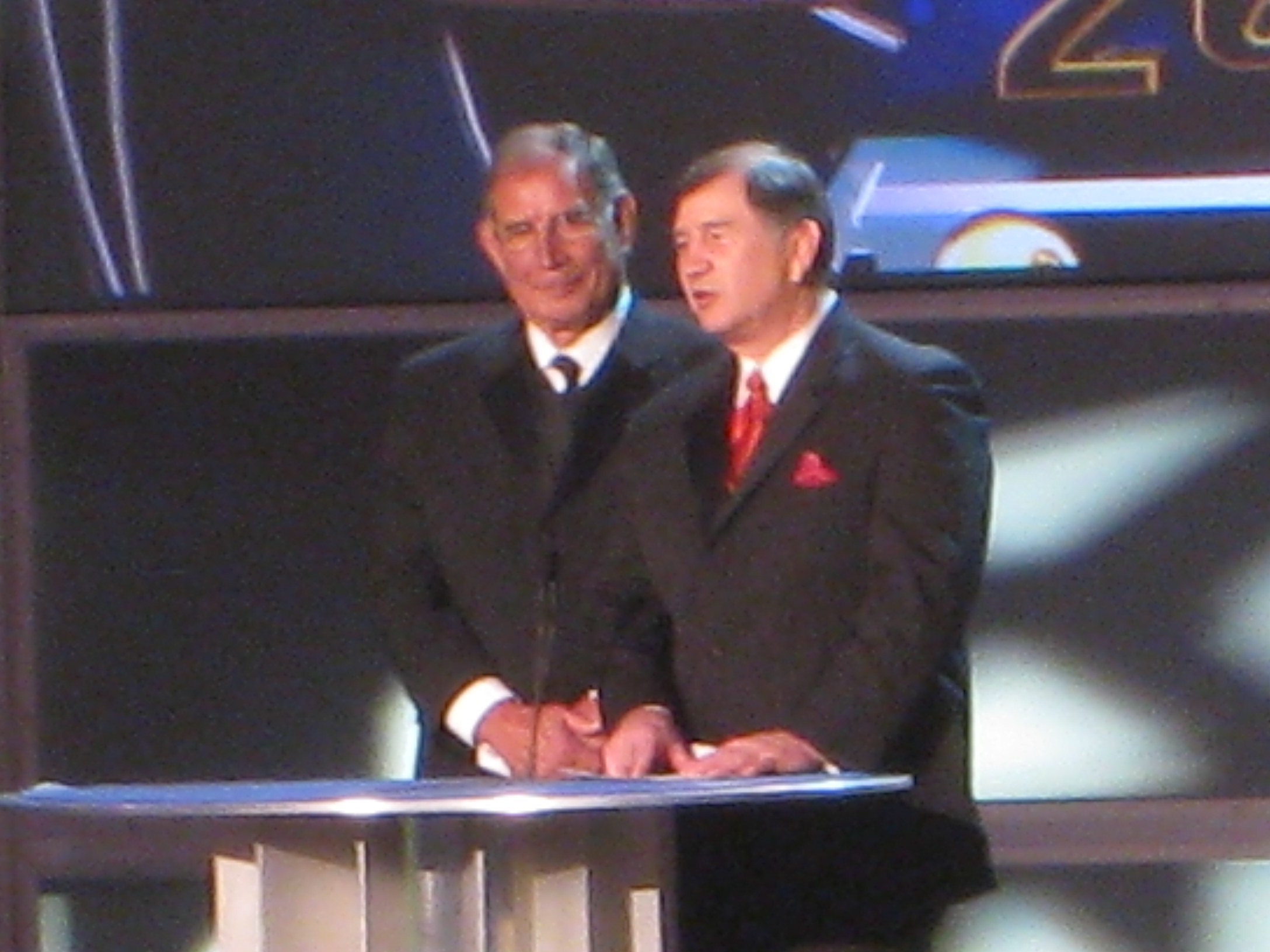
Jack Brisco (a sinistra) e il fratello Gerald nel marzo 2008

Quando Brisco fece ritorno in Florida, formò un tag team con il fratello Gerald, che aveva allenato lui stesso. In contemporanea continuò a combattere anche nella divisione singola, vincendo l'NWA Florida Television Championship il 27 novembre 1970. Il 16 febbraio 1971, i Brisco Brothers si aggiudicarono l'NWA Florida Tag Team Championship. Il mese successivo persero le cinture in favore di Dory Funk Jr. & Terry Funk, riconquistandole poi da questi ultimi in aprile. Quello stesso mese, Brisco sconfisse Terry Funk in un match singolo e vinse l'NWA Florida Television Championship. L'8 giugno 1971, conquistò nuovamente il Southern Heavyweight Championship battendo Dick Murdoch.
Quindi fu la volta di una breve pausa per andare a lottare nella Mid-Atlantic Championship Wrestling. In questa federazione, Jack vinse l'NWA Eastern States Heavyweight Championship in due occasioni, sconfiggendo prima The Missouri Mauler e poi Rip Hawk.
Al suo ritorno in Florida, si aggiudicò l'NWA Florida Brass Knuckles Championship battendo Paul Jones il 13 giugno 1972, e rendendo il titolo vacante il giorno stesso della vittoria. Il 7 novembre 1972 fu nuovamente Television Champion. Nove giorni dopo, vinse il Tag Team Championship, ancora in coppia con il fratello.

### NWA World Heavyweight Champion (1973–1975)

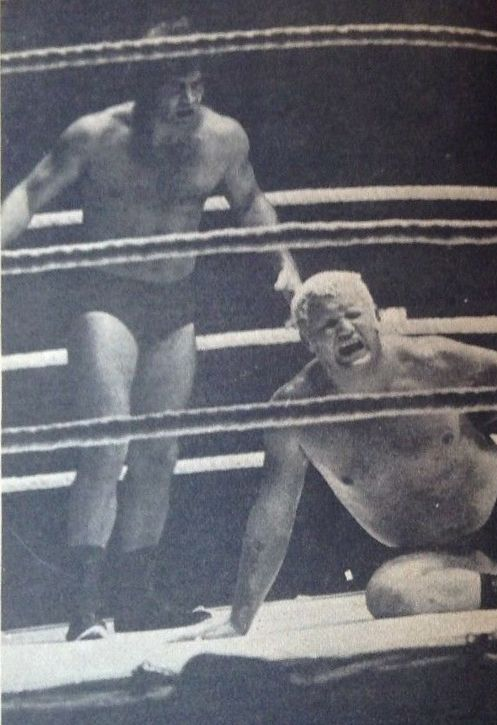
Jack Brisco vs. Harley Race

Il primo regno di Brisco come NWA World Heavyweight Champion sarebbe dovuto iniziare grazie a una vittoria sul campione in carica Dory Funk Jr., tuttavia, Dory dichiarò di essersi infortunato in un incidente stradale e non poté combattere il match. Allora Brisco iniziò un feud con il figlio di questi, Terry Funk, e Dory perse in seguito il titolo in favore di Harley Race. Il 20 luglio 1973 Brisco vinse il titolo battendo Race a Houston, Texas. Difese la cintura contro Johnny Valentine, Stan Stasiak, Abdullah The Butcher, Gene Kiniski, The Sheik e Bobby Shane prima di cederlo a Giant Baba il 4 dicembre 1974. Lo riconquistò quattro giorni dopo. La sconfitta successiva arrivò per mano di Terry Funk il 10 dicembre 1975.

### Circuito indipendente (1976–1977)
Nel 1976, Brisco lottò in svariate federazioni minori facenti parte del circuito indipendente. Il 10 agosto 1976 vinse la versione di Memphis dell'NWA Southern Heavyweight Championship, sconfiggendo Jerry Lawler. Poi conquistò l'NWA Missouri Heavyweight Championship battendo Bob Backlund il 26 novembre. In questo periodo, i Brisco furono dichiarati ESA International Tag Team Championship, anche se non combattevano come tag team nella zona.

### Ritorno in CWF (1977–1978)
Nel 1977, i fratelli Brisco tornarono in Florida nella CWF e sconfissero Bob Orton Jr. & Bob Roop per l'NWA Florida Tag Team Championship. Persero le cinture in favore di Ox Baker & Superstar Billy Graham per poi riconquistarle nel rematch. Il 25 gennaio 1978, furono nuovamente campioni sconfiggendo Ivan Koloff & Mr. Saito. Mentre erano campioni NWA Florida, conquistarono anche l'NWA Florida United States Tag Team Championship battendo Mike Graham & Steve Keirn. Seguirono altri scontri e passaggi di titoli con Killer Karl Kox & Bobby Duncum, e Mr. Saito & Mr. Sato.

### Georgia Championship Wrestling (1978–1980)
I fratelli Brisco riscossero successi anche nella Georgia Championship Wrestling, dove vinsero per due volte l'NWA Georgia Tag Team Championship. Inoltre, Jack Brisco divenne il primo NWA National Heavyweight Champion sconfiggendo Terry Funk nella finale del torneo indetto per incoronare il primo campione.

### Secondo ritorno in CWF (1980–1982)
Nel 1980 Brisco tornò a combattere in Florida. Vinse l'NWA Florida Tag Team Championship, questa volta in coppia con Jimmy Garvin.
Nel 1981, Brisco vinse il suo ultimo Southern Heavyweight Championship battendo Bobby Jaggers. In Florida ebbe due regni come co-detentore del NWA North American Tag Team Championship. Lui e il fratello vinsero un torneo per conquistare il primo titolo, sconfiggendo Assassin #1 & Bobby Jaggers in finale. Furono i fratelli Funk a sconfiggerli il 9 gennaio 1982, ma una settimana dopo prevalsero nuovamente nel rematch.

### Porto Rico e Mid-Atlantic (1981–1985)

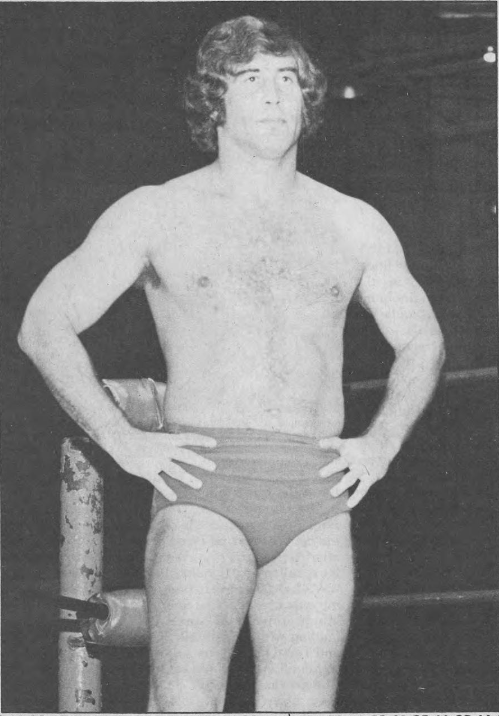
Jack Brisco, 1982 circa

Nel 1981 Jack Brisco lottò anche a Porto Rico, nella World Wrestling Council. Lì vinse il WWC Caribbean Heavyweight Championship il 30 maggio, detenendo la cintura per sette mesi. Poi in coppia con il fratello vinse il WWC North American Tag Team Championship sconfiggendo Los Pastores (meglio conosciuti come The Bushwhackers) l'8 agosto 1981. I Brisco rimasero campioni per sei settimane prima di perdere le cinture in favore dei The Fabulous Kangaroos. Sempre nel 1981, Jack Brisco tornò in Missouri, per sconfiggere Ted DiBiase ed aggiudicarsi il suo secondo NWA Missouri Heavyweight Championship. Restò campione in carica per tre mesi prima di essere sconfitto da Ken Patera.
Nel 1982, tornò nella Mid-Atlantic Championship Wrestling. Il 10 maggio 1982 riconquistò l'NWA Mid-Atlantic Heavyweight Championship (ex NWA Eastern States Heavyweight Championship) sconfiggendo Roddy Piper. Lo riperse contro Piper il 7 luglio per poi rivincerlo in agosto. Dopo questi match con Piper, Brisco si scontrò svariate volte con Paul Jones. Cedette la cintura a Jones il 1º settembre ma la riconquistò il 18 ottobre. Jones gli strappò nuovamente il titolo una settimana dopo, e Brisco la rivinse in novembre.
In coppia con il fratello vinse la versione Mid-Atlantic del NWA World Tag Team Championship per ben tre volte. Da heel, sconfissero per le cinture Ricky Steamboat & Jay Youngblood il 18 giugno 1983. Nacque così un feud tra le coppie che sfociò in numerosi cambi di titoli. Steamboat & Youngblood riconquistarono le cinture il 3 ottobre, ma i Brisco le vinsero ancora il 21 ottobre. Furono campioni per un mese circa prima di perdere contro Steamboat & Youngblood. L'anno seguente furono nuovamente campioni sconfiggendo Wahoo McDaniel & Mark Youngblood. Nel 1985 entrambi sfidarono, senza successo, Ric Flair per il titolo mondiale NWA a Toronto.

## Rapporti con la World Wrestling Federation
I fratelli Brisco possedevano delle quote di minoranza della Georgia Championship Wrestling e, nel 1984, convinsero la maggioranza degli azionisti (52%) a vendere le proprie quote a Vince McMahon, premettendogli così di estendere il suo predominio nel mondo del wrestling professionistico. Si sparse quindi la voce che ai Brisco fosse stato concesso un "contratto a vita" con la WWF come ricompensa per aver ceduto le proprie quote della Georgia Championship Wrestling e aver convinto gli altri azionisti a farlo; ma tale versione è stata fermamente negata da Jack Brisco durante un'intervista del 1996 a Wrestling Perspective.
Il 28 dicembre 1984, i Brisco Brothers sfidarono The North-South Connection (Adrian Adonis & Dick Murdoch) per il WWF Tag Team Championship al Madison Square Garden. Il match terminò in un nulla di fatto con un doppio conteggio fuori dal ring.
Jack si ritirò completamente dal mondo del wrestling nel febbraio 1985, mentre Gerald continuò a lavorare nel backstage per la WWF/WWE fino al 2009.

## Periodo post-ritiro
Nel 2005 Brisco fu introdotto nella Professional Wrestling Hall of Fame. Nel 2008 venne ammesso alla WWE Hall of Fame insieme al fratello Gerald. Si stabilì in Florida dove diresse il Brisco Brothers Body Shop insieme ai fratelli Gerald e Bill. Nel gennaio 2005 fece anche qualche apparizione occasionale a eventi di wrestling come la Wrestle Reunion.

## Morte
Durante gli ultimi anni di vita, Jack soffrì di problemi alla schiena e ai polmoni. Era un forte fumatore. Il 1º febbraio 2010, Brisco morì all'età di 68 anni per le complicazioni a seguito di un intervento al cuore.

## Personaggio

### Mossa finale
- Figure-four leglock

## Titoli e riconoscimenti
- All Japan Pro Wrestling

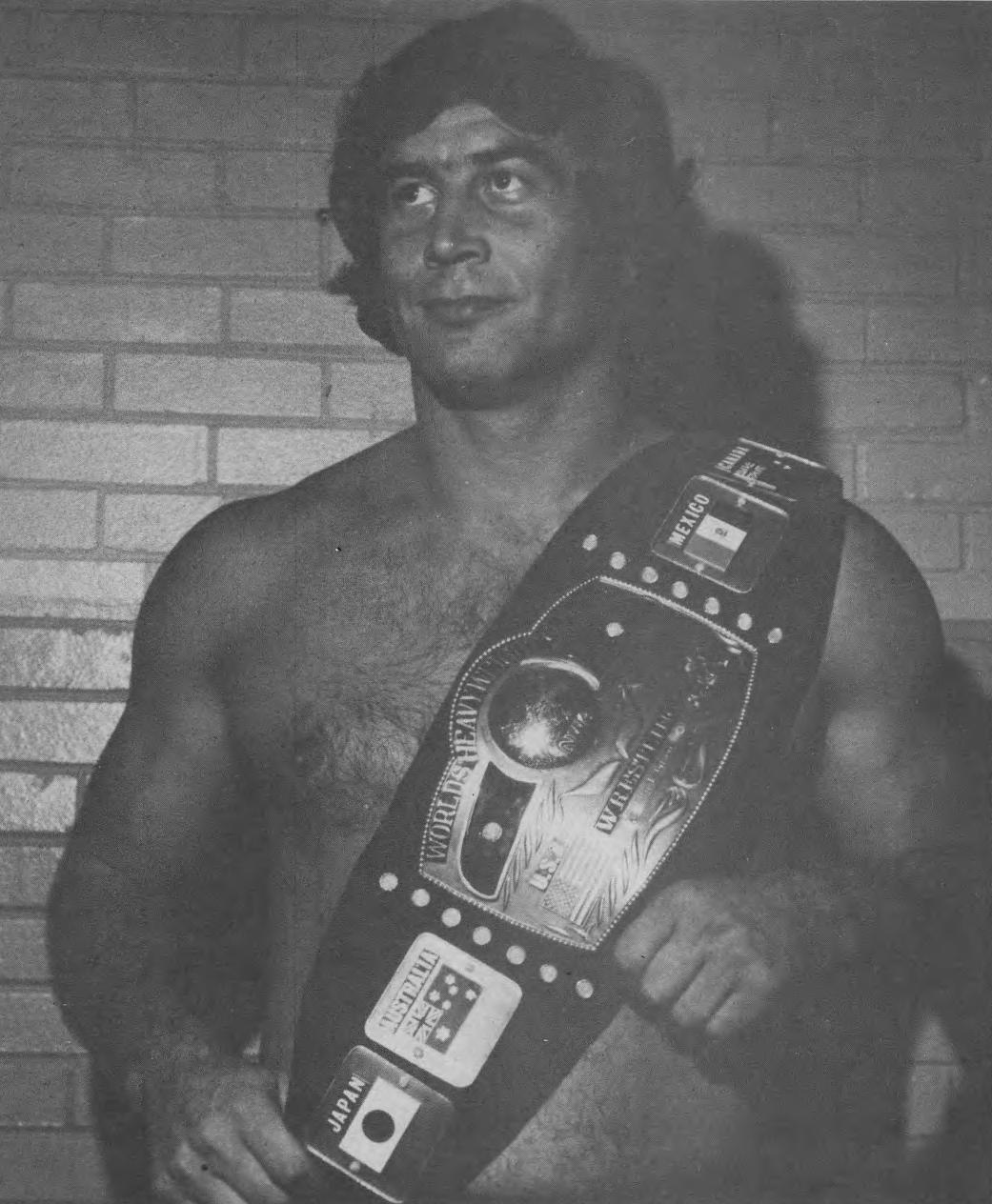
Brisco con la cintura NWA World Heavyweight Championship (1977)

  - NWA World Heavyweight Championship (2)[12]
- Cauliflower Alley Club
  - Lou Thesz Award (2005)
  - Other honoree (1996)
- Championship Wrestling from Florida
  - NWA Florida Heavyweight Championship (8)
  - NWA Brass Knuckles Championship (Florida version) (1)[11]
  - NWA Florida Tag Team Championship (10) – con Gerry Brisco (8), Ciclon Negro (1), e Jimmy Garvin (1)[8]
  - NWA Florida Television Championship (3)[9]
  - NWA North American Tag Team Championship (Florida version) (2) – con Gerry Brisco[18]
  - NWA Southern Heavyweight Championship (Florida version) (4)[7]
  - NWA United States Tag Team Championship (Florida version) (5) – con Gerry Brisco[16]
- Eastern Sports Association
  - ESA International Tag Team Championship (1) - con Gerry Brisco[15]
- Georgia Championship Wrestling
  - NWA Georgia Tag Team Championship (2) – con Gerry Brisco[27]
  - NWA National Heavyweight Championship (1)[17]
- Mid-Atlantic Championship Wrestling
  - NWA Eastern States Heavyweight Championship (2)[10]
  - NWA Mid-Atlantic Heavyweight Championship (4)[21]
  - NWA World Tag Team Championship (Mid-Atlantic version) (3) – con Gerry Brisco[22]
- NWA Big Time Wrestling
  - NWA World Heavyweight Championship (1)[12]
- NWA Gulf Coast
  - NWA Gulf Coast Louisiana Championship (1)[28]
- NWA Mid-America
  - NWA Southern Heavyweight Championship (Memphis version) (1)[13]
- NWA Tri-State
  - NWA Arkansas Heavyweight Championship (1)[5]
  - NWA Oklahoma Heavyweight Championship (1)[4]
  - NWA United States Tag Team Championship (Tri-State version) (2) – con Haystacks Calhoun (1) e Gorgeous George Jr. (1)[6]
- Pro Wrestling Illustrated
  - PWI Match of the Year (1974) vs. Dory Funk Jr. il 27 gennaio
  - PWI Most Popular Wrestler of the Year (1972) con Fred Curry
  - PWI Wrestler of the Year (1973)[29]
  - 54º posto nella lista dei migliori 100 tag team (con Gerry Brisco) durante i "PWI Years" del 2003.[30]
  - 67º posto nella lista dei migliori 500 wrestler singoli nei "PWI Years" del 2003[31]
- Professional Wrestling Hall of Fame and Museum
  - Classe del 2005 - TV Era[25]
- St. Louis Wrestling Club
  - NWA Missouri Heavyweight Championship (2)[14]
  - NWA Missouri Junior Heavyweight Championship (2)[3]
- St. Louis Wrestling Hall of Fame
- World Wrestling Council
  - WWC Caribbean Heavyweight Championship (1)[19]
  - WWC North American Tag Team Championship (1) – con Gerry Brisco[20]
- World Wrestling Entertainment
  - WWE Hall of Fame (Classe del 2008)
- Wrestling Observer Newsletter awards
  - Wrestling Observer Newsletter Hall of Fame (Classe del 1996)[32]